# Tidlig skandinavisk Dublin
Tidlig skandinavisk Dublin begyndte, da de første vikinger begyndte at stikangreb og togter i kystbosættelser i gælisk Irland i 795, hvorved vikingetiden i Irland begyndte. I de følgende årtier blev vikingetogterne større og bedre organiseret og både bosættelser langs kysten og længere inde i landet blev ramt. Vikingerne opførte lejre kendt som longphort for at gøre det muligt for dem at blive i Irland henover vinteren. I midten af 800-tallet grundlagde høvdingen Turgeis eller Thorgest en fæstning ved Dublin, plyndrede Leinster og Meath, og plyndrede andre dele af Irland. Han blev dræbt af overkonge, Máel Sechnaill mac Máele Ruanaid, hvilket blev efterfulgt af flere irske sejre over vikingerne, og erobringen af Dublin 849. Kortefter kom en ny gruppe vikinger kendt som Dubgaill ("mørke fremmede") til Irland og kæmpede mod de tidligere vikingebosættere, nu Finngaill ("lyse fremmede").
Skiftende krigslykke blandt disse tre grupper og deres skiftende alliancer, sammen med manglende samtidige kilder og upræcisheder i efterfølgende kilder, gør at denne periode er en af de mest komplicerede og dårligst beskrevne i byens spæde historie. I 853 ankom en vikingehøvding kaldet Amlaíb (norrønt Óláfr), muligvis Olav den Hvide, og gjorde sig selv til konge af Dublin. Han regerede sammen med sin bror Ímar (Ívarr, muligvis Ivar Benløs) og Auisle (Ásl). I de næste omkring 15 år brugt de Dublin som base for en række togter mod de irske kongeriger. Under disse konflikter blev de kortvarigt allieret med flere af de irske konger.
Dublin-vikingerne udførte også flere togter mod Storbritannien på dette tidspunkt. Ivar og Olavs død i hhv. ca 873 og 874 blev efterfulgte af interne konflikter blandt vikingerne. Selvom sporadisk krig mellem vikingerne og irerne fortsatte, så svækkede de interne konflikterne vikingekolonierne og gjorde det nemmere for irerne at forene sig imod dem. I 902 igangsatte Cerball mac Muirecáin, konge af Leinster og Máel Findia mac Flannacáin, konge af Brega, et todelt angreb på Dublin og drev vikingerne ud af byen. I 914 vendte vikingerne, der nu var kendt som Uí Ímair (Slægten Ivar), tilbage til Irland og markerede begyndelsen på den anden vikingetid.